# Dena
Una dena es una moneda de plata que circuló en Etruria y luego en Toscana en el siglo XIX, cuyo valor era el de 10 liras o 15 paolí.
Su peso legal era de 39,4462 gramos con el 28/24 de ley. El peso de la media lena era de 19,6986 gramos.